# Michael Good
Michael Timothy Good (født 13. oktober 1962) er en NASA-astronaut hans første rummission var rumfærge-missionen STS-125, hvor han deltog som 1. missionsspecialist. 